# Památník Fryderyka Chopina
Památník Fryderyka Chopina v Karlových Varech ve formě pamětní desky se nachází v lázeňských lesích při Chopinově cestě. Připomíná skladatelovu návštěvu Karlových Varů v roce 1835. Deska zde byla umístěna v červenci roku 1908. V roce 2003 ji odcizil neznámý pachatel. V dubnu 2007byla nahrazena replikou.

## Fryderyk Chopin v Karlových Varech
V době, kdy polský skladatel a klavírní virtuos Fryderyk Chopin navštívil Karlovy Vary, žil již pátým rokem v emigraci v Paříži, kde působil jako profesor hudby.
Impulsem pro Chopinovu návštěvu byl dopis od rodičů z Varšavy. Sdělovali, že pojedou do Karlových Varů a pobudou zde na lázeňském pobytu, který Chopinovu otci doporučil jeho varšavský lékař. Fryderyk, který v té době již pět let rodiče neviděl, se okamžitě rozhodl pro cestu se stejným cílem a těšil se, že rodiče překvapí. Po téměř týdenní jízdě poštovním kočárem přes Sasko a krušnohorskou obec Jelení doputoval dne 15. srpna 1835 do Karlových Varů, kde se téhož dne s rodiči, kteří zároveň přijeli ze směru od Prahy, setkal. A aby šťastné náhody nebylo málo, byli všichni ubytování v domě „U zlaté růže“ čp. 141. 
Fryderyk se v Karlových Varech setkal i se svým vídeňským přítelem a ochráncem Vojtěchem Jírovcem. Též se zde seznámil s mnohými přáteli z Polska – s básníkem Kazimírem Brodzinskim, literárním historikem Michalem Wiszniewskim a přírodovědcem Stanislawem Jundzillem. Přátelské zde byly i Chopinovy vztahy s hraběcí rodinou děčínských Thunů.
Dne 6. září 1835 Fryderyk Chopin odcestoval z Karlových Varů přes Teplice a Děčín do Drážďan. Se svými rodiči se již nikdy nesetkal.
Během svého života navštívil české země celkem čtyřikrát a tato návštěva byla v pořadí třetí. Zejména v Praze, Mariánských Lázních a Karlových Varech prožil šťastné chvíle.

## Historie pamětní desky

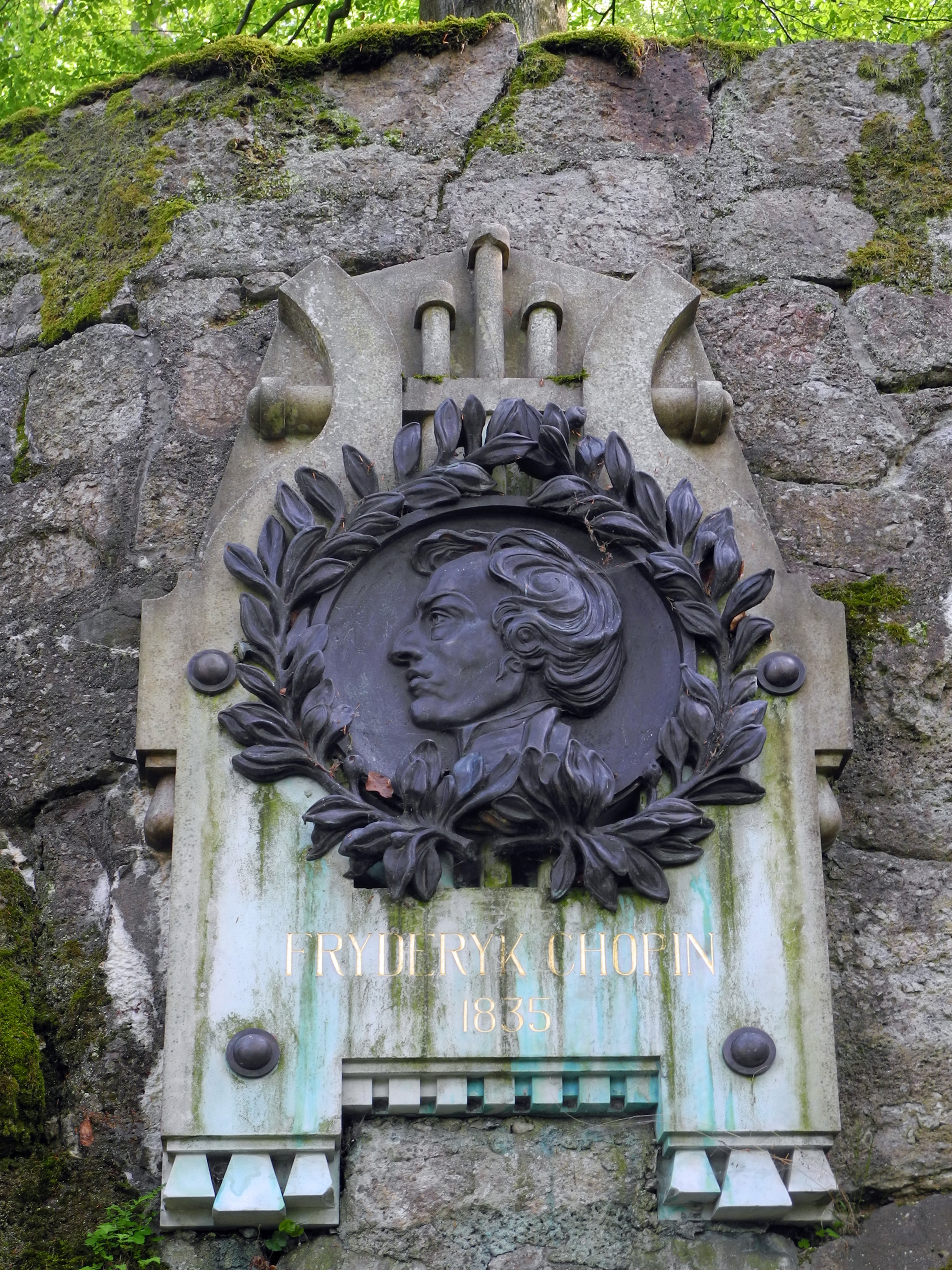
Replika pamětní desky,
foto 21. května 2019

K uctění památky Chopinova pobytu v Karlových Varech došlo v roce 1908, tedy až 73 let po umělcově návštěvě, a stalo se tak zásluhou polských lázeňských hostů. Byl mezi nimi poslanec vídeňského sněmu Wladimír rytíř z Gniewoszů, který v roce 1905 založil výbor pro zřízení památníků Adama Mickiewicze a Fryderyka Chopina a současně tiskem vyhlásil sbírku. Chopinův památník byl vystavěn jako druhý a jeho slavnostní odhalení se konalo 4. července 1908. Zde pronesl slavnostní řeč hlavní organizátor rytíř Gniewosz. Události se zúčastnilo velké množství převážně polských hostů, kteří památník obsypali květy. Mezi hosty byla též manželka maďarského ministra obchodu Franze von Kossutha.
Památník byl původně určen k umístění na domě „U zlaté růže“ čp. 141 ve Vřídelní ulici, kde Chopin v roce 1835 bydlel. Prý tomu však zabránily technické potíže. Poté se delší dobu hledalo vhodné místo, až se našlo umístění na skále nad řekou. Tehdejší karlovarské noviny „Karlsbader Zeitung“ ale toto umístění kritizovaly jako nedůstojné a z estetického i uměleckého hlediska nevhodné a žádaly přemístění na místo, které by odpovídalo jak významu památníku, tak i zvuku jména Fryderyk Chopin.
Památník, zřízený z polských peněz, převzalo při slavnostním odhalení do své ochrany město zastupované tehdejším nově zvoleným starostou dr. Pfeiffrem. Podle zveřejněného dopisu rytíře Gniewosze financoval vyzdění pro instalaci pomníku na skále městský stavební úřad. Alespoň takto přispělo město Karlovy Vary k uctění památky pobytu slovanského génia, jehož jméno tehdy již dávno představovalo mezník ve vývoji světové hudby.

## Umístění a popis pamětní desky
Památník je umístěn ve stráni nad hotelem Pupp a údolím řeky Teplé na postavené zídce ve skále při tehdejší Chotkově stezce, dnešní Chopinově cestě. Základem je mramorová deska, na níž je připevněn bronzový reliéf umělcovy hlavy. Autor původního díla byl polský sochař Antoni Popiel (1865–1910) pocházející ze Lvova.
V roce 2003 odcizil reliéf neznámý pachatel. Po čase se podařilo získat finanční prostředky pro restaurování pomníku. Část nákladů pokryl příspěvek z rozpočtu Karlovarského kraje, poměrnou část doplatilo město Karlovy Vary, a odcizené dílo bylo nahrazeno replikou. Práce zajistila v roce 2007 společnost ART KODIAK s. r. o., sochařské provedení akad. sochař a restaurátor Marcel Hron a sochařka Michaela Absolonová.
Na desce je vytesáno jméno vzácného návštěvníka a letopočet jeho karlovarské návštěvy:
FRYDERYK CHOPIN
1835